# Томин Юрій Петрович
Юрій Петрович Томин (нар. 23 грудня 1988, Коломия) — український волейболіст, який грає на позиції діагонального. Гравець збірної України та СК «Епіцентр-Подоляни». Майстер спорту України міжнародного класу.

## Життєпис
Коли відновлювався після травми, операції, для відновлення форми певний час протягом сезону 2016/17 грав у складі хмельницького «Новатора». У сезоні 2017/18 був капітаном харківського «Локомотива». 2018 року перейшов із харківського клубу до львівського ВК «Барком-Кажани». Влітку 2020 року залишив львівський клуб, перейшовши до СК «Епіцентр-Подоляни» з Городка на Хмельниччині.
Одружений, має сина.